# Амадэль Тур
«Амадэль Тур» — российская туристическая компания, туроператор, на рынке с 2000 года. Особенностью компании является предоставление туристических услуг инвалидам с проблемами опорно-двигательного аппарата и людям, нуждающимся в гемодиализе. Проект «Инватуризм с Амадэль Тур» стал победителем Всероссийского конкурса проектов «Социальный предприниматель — 2012» при поддержке фонда «Наше будущее». Основное географическое направления инватуризма — Греция. Помимо «Амадэль тур», специализированные путешествия для инвалидов осуществляет Санкт-Петербургская компания «Либерти».

## Инватуризм
Туристическая компания «Амадэль Тур» была основана в 2000 году. В 2006 году мэрией греческого курорта Лутраки были предложены варианты отдыха для инвалидов в специализированном отеле для инвалидов-колясочников. Также были установлены контакты с центром гемодиализа в том же городе. В 2012 году «Амадэль Тур» представила проект «Инватуризм с Амадэль Тур» в конкурсе «Социальный предприниматель 2012», став одним из победителей и получив беспроцентный заём на 5 лет в размере 1,3 млн руб. Деньги были потрачены на оплату аренды (ок. 500 000 руб. в год), «фингарантии туроператора» (100 000 руб. в год), обязательный взнос в объединение «Турпомощь» (100 000 руб. в год) и на депозиты в отелях. По мнению Forbes, это позволило удерживать сравнительно невысокие цены на туристические услуги.
Люди с нарушением опорно-двигательной системы доступны отели в Лутарки или на островах Эвбея, Крит и Корфу, где также построены специализированные отели. Нуждающиеся в гемодиализе помимо Греции могут воспользоваться услугами Италии, Испании, Турции, ОАЭ, Мексики и других стран.
Основной доход компании формируется за счёт предоставления услуг классического туризма, тогда как социальное предпринимательство не приносит ощутимой прибыли компании.